# Trigonotis omeiensis
Trigonotis omeiensis är en strävbladig växtart som beskrevs av Sadahisa Matsuda. Trigonotis omeiensis ingår i släktet Trigonotis och familjen strävbladiga växter. Inga underarter finns listade i Catalogue of Life.